# رژیم غذایی بر پایه هرم غذایی
رژیم غذایی بر پایه هرم غذایی به معنی انتخاب مواد غذایی با کیفیت از همه گروه‌های غذایی به اندازه نیاز روزانه برای سلامتی و تناسب اندام است که بر خلاف رژیم‌های غذایی کنونی که به منبع دریافت کالری فرد توجه کرده و میزان کالری دریافتی فرد درجه اهمیت کمتری دارد. در رژیم‌های امروزی کاهش وزن را با محدود کردن برخی غذاها و مواد مغذی امکان‌پذیر می‌دانند و با اینکه روند این رژیم‌های غذایی در طی زمان تغییر کرده‌است ولی هدف اصلیشان ارائه روشی سریع و بدون هیچ تلاشی برای کاهش وزن است. همانند رژیم غذایی خام خواری، کتوژنیک، آلکالاین و ... . دانزیگر و همکارانش در مطالعاتشان در سال ۲۰۰۵ بیان کرده‌اند که پیروی از یک رژیم غذایی ثابت بیشتر از پیروی از یک نوع رژیم غذایی خاص می‌تواند به افراد در کنترل وزن و تناسب اندام کمک کند. مایر و همکارانش بیان کردند که کالری دریافتی می‌بایست با میزان انرژی دریافتی از غذاها در رژیم غذایی متناسب باشد و در این صورت است که می‌تواند طول عمر را افزایش دهد. در طی تحقیقی که در سال ۲۰۱۱ در سوئیس انجام شده‌است مشاهده شد که سن جمعیت مسن در مقایسه با کشورهای اروپایی، آمریکا و استرالیا در حال افزایش است. افزایش سن تحت تأثیر عوامل زیادی از جمله تغییرات فیزیکی، تحلیل عضلات و ماهیچه‌ها، مشکلات گوارشی و بیماری‌هایی از جمله بیماری‌های قلبی-عروقی، دیابت و پوکی استخوان است که می‌توان با تغییر مواد غذایی مصرفی و تغییرات مؤثری در این بیماری‌ها ایجاد کرد و طول عمر را افزایش داد. پیروی از سبک زندگی سالم که شامل فعالیت بدنی و رژیم غذایی متعادل باشد می‌تواند ما را به هدف سلامتی و تناسب اندام برساند. از طرفی امروزه با مشکلاتی از جمله چاقی بیش از حد و بیماری‌های ناشی از آن روبرو هستیم که منجر به مرگ حداقل ۲٫۸ میلیون انسان در سراسر جهان شده‌است و در طی تحقیقات انجام شده توسط سازمان بهداشت جهانی در سال ۲۰۱۶ تعداد کودکان زیر ۵ سالی که با چاقی دست و پنجه نرم می‌کنند، بیشتر از ۴۱ میلیون تخمین زده شده‌است. با توجه به اینکه اغلب افراد از اهمیت هرم غذایی باخبر هستند باید یادآور شویم درصد کمی از افراد مواد غذایی مصرفی روزانه خود را منطبق با هرم غذایی دریافت می‌کنند. هرم غذایی نموداری هرمی شکل است که در آن، میزان بهینه غذایی که از هر گروه غذایی بایستی به صورت روزانه مصرف شود، نشان داده شده‌است. مواد غذایی با کیفیت شامل؛ میوه، سبزیجات، غلات سبوس دار، چربی‌های سالم و پروتئین می‌باشد. مواد غذایی بی کیفیت نیز شامل مواد غذایی فرآوری شده، شیرینی جات و غلات تصفیه شده، سرخ کردنی‌ها، چربی‌های ترانس و غذاهایی با شاخص گلایسمی بالا است.

## وعدهٔ غذایی در رژیم غذایی بر پایه هرم غذایی
هر وعدهٔ غذا بر پایه هرم غذایی بر اساس مواد مغذی از جمله کربوهیدرات، پروتئین، چربی و ریز مغذی ها تهیه می‌شود. به عبارتی در این رژیم غذایی بشقاب فرد با غلات سبوس دار، سبزیجات، میوه و پروتئین‌های سالم تکمیل می‌شود. حدوداً ¼ بشقاب به غلات سبوس دار مثل، گندم، جو، کینوآ، جو دوسر، برنج قهوه ای، پاستای غنی شده، و ½ بشقاب به میوه همانند؛ آلبالو، گیلاس، گریپ فروت، زردآلو، گلابی، سیب، پرتقال، آلو سیاه، توت فرنگی و … و سبزجیاتی از جمله؛ آرتیشو، مارچوبه، جوانه لوبیا، بروکلی و انواع کلم، خیار، تربچه، حبوبات و … را در بر می‌گیرد، همچنین مصرف روغن می‌بایست کم باشد و از منابعی همچون روغن زیتون، کانولا، سویا، آفتابگردان، بادام زمینی و … تأمین شود و تا حد امکان از مصرف چربی‌های ناسالم ترانس پرهیز شود و حدود ¼ بشقاب غذا باید شامل منابع سالم پروتئین از جمله، ماهی، مرغ، لوبیا، مغزها باشد و بهتر است مصرف گوشت قرمز محدود و ژامبون و محصولات فرآوری شده پرهیز شود. در رژیم غذایی برپایه هرم غذایی نوشیدن آب، قهوه بدون شکر و چای و مصرف انواع ادویه جات توصیه می‌شود، چرا که سوخت و ساز بدن را افزایش می‌دهد و به چربی سوزی کمک می‌کنند. در واقع در رژیم غذایی بر پایه هرم غذایی آنچه اهمیت دارد مصرف مواد غذایی سالم و مفید برای بدن است.